# 椋田直子
椋田 直子（むくだ なおこ、1941年 -　）は、日本の翻訳家。
東京大学文学部大学院修士課程修了。

## 著書
- 『直訳克服! バランス翻訳の法則 翻訳上達のキメ手・日本語表現36のレッスン』（高野優共著、バベル・プレス、翻訳家養成シリーズ） 1994.10

## 翻訳
- 『絵本の書き方』（エレン・E・M・ロバーツ 大出健共訳 講談社） 1984.10、のち朝日文庫）
- 『サティ イメージ博物館』（オルネラ・ヴォルタ、音楽之友社） 1987.11
- 『スピーキング・アウト レーガン政権の内幕』 （ラリー・スピークス, ロバート・パック、石山鈴子共訳、扶桑社） 1988.10
- 『ウォーズン城の魔法使い』 （リンダ・ロウリー、富士見書房、エンドレスクエスト） 1988.3
- 『スローボートで中国へ 中近東編』（ギャヴィン・ヤング、冬樹社） 1988.8
- 『スローボートで中国へ インド編』（ギャヴィン・ヤング、冬樹社） 1989.12
- 『マックス・エルンスト』（ペル・ジムフェレール、美術出版社、現代美術の巨匠） 1990.5
- 『タイル・アート 世界の壁面を飾った小さな美術品』 （ノエル・ライリー、美術出版社、BSSアートガイド） 1990.8
- 『スローボートで中国へ 中国編』（ギャヴィン・ヤング、冬樹社） 1990.10
- 『銀行を笑え』（ロバート・ウィンダー、光文社文庫） 1991.11
- 『尽くさずにいられない症候群 道具としての愛しか捧げられなくなった男たち』（ハーベイ・ホーンスタイン JICC出版局） 1992.12
- 『最後のイタリア人』（ウィリアム・マリ、ディーエイチシー） 1995.1
- 『言語を生みだす本能』（スティーブン・ピンカー、日本放送出版協会、NHKブックス） 1995
- 『フェリーニ』（ジョン・バクスター、平凡社、20世紀メモリアル） 1996.3
- 『ヘーゲル』（R・スペンサー、現代書館、For beginnersシリーズ） 1996.9
- 『魂のうたゴスペル 信仰と歌に生きた人々』（チェット・ヘイガン、音楽之友社） 1997.9
- 『オイスターブック』（M・F・K・フィッシャー、平凡社ライブラリー） 1997.12
- 『カリスマ』（マイク・ウィルソン、朽木ゆり子共訳、ソフトバンク出版事業部） 1998.3
- 『現代物理の奇妙な旅』（ロバート・ギルモア、翔泳社） 1998.4
- 『レヴィ・ストロース』（ボリス・ワイズマン、現代書館、For beginnersシリーズ） 1998.9
- 『ハイデガー』（J・コリンズ、現代書館、For beginnersシリーズ） 1999.10
- 『パリが愛したキリン』（マイケル・アリン、翔泳社） 1999.12
- 『心の仕組み 人間関係にどう関わるか』（スティーブン・ピンカー、山下篤子共訳、日本放送出版協会、NHKブックス） 2003
- 『抄訳 ギリシア神話』 （ロバート・グレイヴズ、PHP新書） 2004.7
- 『平和を破滅させた和平 中東問題の始まり「1914 - 1922」』（デイヴィッド・フロムキン、平野勇夫, 畑長年共訳、紀伊國屋書店） 2004.8
- 『ハードワーク 低賃金で働くということ』（ポリー・トインビー、東洋経済新報社） 2005.7
- 『心は遺伝子の論理で決まるのか 二重過程モデルでみるヒトの合理性』（キース・E・スタノヴィッチ、みすず書房） 2008.12
- 『恐竜時代でサバイバル』（ドゥーガル・ディクソン、学習研究社） 2009.3

### 「ムレムの書」シリーズ
- 「ムレムの書」 1 - 7 （ビル・フォーセット, ニール・ランダル, マシュー・J・コステロ, ピーター・モーウッド, ダイアン・デュアン, ジャック・ラヴジョイ、富士見書房、富士見ドラゴンノベルズ） 1990 - 1992
- 『タルウェの旅立ち』
- 『クラグスクロウの勇者』
- 『辺境の守護者』
- 『聖跡を赴く者』
- 『ティゼールの魔術師』
- 『白いダンサーの祈り』
- 『カヴァラの誓い』

### ジャン・モリス
- 『ヴェネツィア帝国への旅』（ジャン・モリス、東京書籍） 2001.8
- 『パックス・ブリタニカ 大英帝国最盛期の群像』（ジャン・モリス、講談社） 2006.10
- 『ヘブンズ・コマンド 大英帝国の興隆』（ジャン・モリス、講談社） 2008.9
- 『帝国の落日 パックス・ブリタニカ完結篇』（ジャン・モリス、池央耿共訳（下巻のみ）、講談社） 2010.9

### パソコン・ネットワーク関連書
- 『はじめて使う人のためのパソコン・データベース入門』（チャールズ・J・ベントン、エム・アイ・エー） 1985.7
- 『ネットワーク犯罪入門 コンピュータ・システム侵入者ハッカーの告白』（ビル・ランドレス、アスキー出版局） 1985.8
- 『ネットワーク時代の企業内教育 コンピュータによる個別学習のすすめ』（グレッグ・カースリー、アスキー、ASCII海外ブックス） 1986.8
- 『純粋人工知能批判 コンピュータは思考を獲得できるか』（ヒューバート・L・ドレイファス, スチュアート・E・ドレイファス、アスキー、ASCII海外ブックス） 1987.4
- 『ネットワーク犯罪白書』（オーガスト・ベックウェイ、アスキー、ASCII海外ブックス） 1987.9
- 『コンピュータ言語進化論 思考増幅装置を求める知的冒険の旅』（Howard Levine, Howard Rheingold、アスキー、ASCII海外ブックス） 1988.3
- 『マイクロソフト ソフトウェア帝国誕生の奇跡』（Daniel Ichbiah, Susan L.Knepper、アスキー） 1993.7
- 『ウィルスウォーズ 消えるファイルの謎を追え!』（デビット・ポーグ、インプレス） 1994.3
- 『イラストで読むマルチメディア入門』（エリック・ホルシンガー、インプレス） 1995.4
- 『33人のサイバーエリート』（ジョン・ブロックマン、アスキー、ASCII books） 1998.4